# Dialeto açoriano

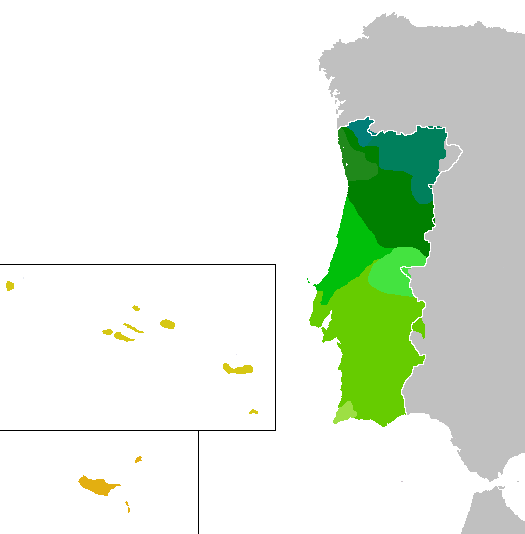
Dialetos de Portugal.

O dialecto açoriano é um dialecto do português europeu conforme falado no arquipélago dos Açores.

## Registos sonoros
- Ouvir registo sonoro recolhido em Ponta Garça, ilha de São Miguel.
- Ouvir registo sonoro recolhido no Fontinhas, Terceira.
- Ouvir registo sonoro recolhido no Fajãzinha, Flores.